# Aeroporto de Horizontina
O Aeroporto de Horizontina (IATA: HRZ, ICAO: SSHZ) está localizado no município de Horizontina, no Rio Grande do Sul, a aproximadamente 4 km a oeste do centro da cidade. O nome Aeroporto Municipal Walter Bündchen é em homenagem ao avô de Gisele Bündchen, que foi sindicalista, prefeito e vereador.
Suas coordenadas são as seguintes: 29°38'20.00"S de latitude e 54°20'28.00"W de longitude. Possui uma pista de 1050 m de asfalto.